# Partecipanti al Grand Prix de Fourmies 2024
Elenco dei partecipanti al Grand Prix de Fourmies 2024.
Il Grand Prix de Fourmies 2024 è stato la novantunesima edizione della corsa. Alla competizione presero parte 20 squadre: 7 con licenza UCI World Tour 2024, 9 UCI ProTeam e 4 UCI Continental Team.
Partenza con 135 ciclisti accreditati.

## Corridori per squadra
Nota: R ritirato, NP non partito, FT fuori tempo, SQ squalificato
| Alpecin-Deceuninck      | Alpecin-Deceuninck      | Alpecin-Deceuninck      | Team Jayco AlUla           | Team Jayco AlUla           | Team Jayco AlUla           | Arkéa-B&B Hotels           | Arkéa-B&B Hotels           | Arkéa-B&B Hotels           |
| ----------------------- | ----------------------- | ----------------------- | -------------------------- | -------------------------- | -------------------------- | -------------------------- | -------------------------- | -------------------------- |
| N°                      | Ciclista                | Clas.                   | N°                         | Ciclista                   | Clas.                      | N°                         | Ciclista                   | Clas.                      |
| 1                       | Ramon Sinkeldam         | 97°                     | 11                         | Max Walscheid              | 20°                        | 21                         | Luca Mozzato               | 33°                        |
| 2                       | Robbe Ghys              | R                       | 12                         | Luke Durbridge             | 123°                       | 22                         | Ewen Costiou               | 122°                       |
| 3                       | Jensen Plowright        | 6°                      | 13                         | Elmar Reinders             | 32°                        | 23                         | David Dekker               | 17°                        |
| 4                       | Stan Van Tricht         | 55°                     | 14                         | Jan Maas                   | 118°                       | 24                         | Pierre Thierry             | 70°                        |
| 5                       | Marceli Bogusławski     | R                       | 15                         | Campbell Stewart           | 94°                        | 25                         | Donavan Grondin            | 38°                        |
| 6                       | Simon Dehairs           | 108°                    |                            |                            |                            | 26                         | Clément Venturini          | 121°                       |
| 7                       | Niels Vandeputte        | 96°                     | 27                         | Florian Dauphin            | 24°                        |                            |                            |                            |
| Intermarché-Wanty       | Intermarché-Wanty       | Intermarché-Wanty       | Decathlon AG2R La Mondiale | Decathlon AG2R La Mondiale | Decathlon AG2R La Mondiale | Cofidis                    | Cofidis                    | Cofidis                    |
| N°                      | Ciclista                | Clas.                   | N°                         | Ciclista                   | Clas.                      | N°                         | Ciclista                   | Clas.                      |
| 31                      | Gerben Thijssen         | 2°                      | 41                         | Dries De Bondt             | 111°                       | 51                         | Milan Fretin               | 4°                         |
| 32                      | Dries De Pooter         | 78°                     | 42                         | Stan Dewulf                | 86°                        | 52                         | Piet Allegaert             | 47°                        |
| 33                      | Hugo Page               | 5°                      | 43                         | Pierre Gautherat           | 91°                        | 54                         | Nolann Mahoudo             | 109°                       |
| 34                      | Adrien Petit            | 36°                     | 44                         | Jordan Labrosse            | 89°                        | 55                         | Christophe Noppe           | 116°                       |
| 35                      | Baptiste Planckaert     | 114°                    | 45                         | Gianluca Pollefliet        | 9°                         | 56                         | Alexis Renard              | 30°                        |
| 36                      | Gijs Van Hoecke         | 80°                     | 46                         | Daniel Weis Nielsen        | 51°                        | 57                         | Michiel Coppens            | 125°                       |
| 37                      | Roel Sintmaartensdijk   | 74°                     | 47                         | Oscar Chamberlain          | 66°                        |                            |                            |                            |
| Groupama-FDJ            | Groupama-FDJ            | Groupama-FDJ            | Lotto Dstny                | Lotto Dstny                | Lotto Dstny                | Uno-X Mobility             | Uno-X Mobility             | Uno-X Mobility             |
| N°                      | Ciclista                | Clas.                   | N°                         | Ciclista                   | Clas.                      | N°                         | Ciclista                   | Clas.                      |
| 61                      | Marc Sarreau            | 71°                     | 71                         | Milan Menten               | 26°                        | 81                         | Søren Wærenskjold          | 3°                         |
| 62                      | Laurence Pithie         | 10°                     | 72                         | Pascal Eenkhoorn           | 115°                       | 82                         | Louis Bendixen             | 113°                       |
| 63                      | Clément Davy            | R                       | 73                         | Lionel Taminiaux           | 75°                        | 83                         | Carl-Frederik Bévort       | 124°                       |
| 64                      | Olivier Le Gac          | 42°                     | 74                         | Harm Vanhoucke             | R                          | 84                         | Stian Fredheim             | 34°                        |
| 65                      | Eddy Le Huitouze        | 57°                     | 75                         | Joshua Giddings            | 95°                        | 85                         | Tord Gudmestad             | 22°                        |
| 66                      | Enzo Paleni             | 49°                     | 76                         | Henri Vandenabeele         | 87°                        | 86                         | Marcus Sander Hansen       | 100°                       |
| 67                      | Brieuc Rolland          | 84°                     | 77                         | L. van de Wynkele          | 73°                        | 87                         | Rasmus Bøgh Wallin         | 98°                        |
| TotalEnergies           | TotalEnergies           | TotalEnergies           | Tudor Pro Cycling Team     | Tudor Pro Cycling Team     | Tudor Pro Cycling Team     | Euskaltel-Euskadi          | Euskaltel-Euskadi          | Euskaltel-Euskadi          |
| N°                      | Ciclista                | Clas.                   | N°                         | Ciclista                   | Clas.                      | N°                         | Ciclista                   | Clas.                      |
| 91                      | Anthony Turgis          | 104°                    | 101                        | Arvid de Kleijn            | 1°                         | 111                        | Jon Aberasturi             | 8°                         |
| 92                      | Lucas Boniface          | 105°                    | 102                        | Aloïs Charrin              | R                          | 112                        | Andoni López               | 60°                        |
| 93                      | Sandy Dujardin          | 50°                     | 103                        | Seb. Kolze Changizi        | 103°                       | 113                        | Xavier Cañellas            | 37°                        |
| 94                      | Geoffrey Soupe          | 45°                     | 104                        | Jacob Eriksson             | R                          | 114                        | Iker Bonillo               | 62°                        |
| 95                      | Jason Tesson            | 107°                    | 106                        | Rick Pluimers              | 65°                        | 115                        | Nicolás Alustiza           | 119°                       |
| 96                      | Émilien Jeannière       | 7°                      | 107                        | Maikel Zijlaard            | 25°                        | 116                        | Unai Zubeldia              | 53°                        |
| 97                      | Lorrenzo Manzin         | 69°                     |                            |                            |                            | 117                        | Iker Mintegi               | 81°                        |
| Team Polti Kometa       | Team Polti Kometa       | Team Polti Kometa       | Corratec Vini Fantini      | Corratec Vini Fantini      | Corratec Vini Fantini      | Team Flanders-Baloise      | Team Flanders-Baloise      | Team Flanders-Baloise      |
| N°                      | Ciclista                | Clas.                   | N°                         | Ciclista                   | Clas.                      | N°                         | Ciclista                   | Clas.                      |
| 121                     | Giovanni Lonardi        | 12°                     | 131                        | Jakub Mareczko             | R                          | 141                        | Lindsay De Vylder          | 19°                        |
| 122                     | Mirco Maestri           | 40°                     | 132                        | Jan Stöckli                | 39°                        | 142                        | Jasper Dejaegher           | 110°                       |
| 123                     | David Martín            | 14°                     | 133                        | Giulio Masotto             | 117°                       | 143                        | Jules Hesters              | 13°                        |
| 124                     | Francisco Muñoz         | 41°                     | 134                        | Attilio Viviani            | 29°                        | 144                        | Elias Maris                | 61°                        |
| 125                     | Andrea Pietrobon        | 58°                     | 135                        | Carlos Samudio             | R                          | 145                        | Aaron Van Poucke           | 54°                        |
| 126                     | Javier Serrano          | 27°                     | 136                        | Antoine Debons             | 68°                        | 146                        | Noah Vandenbranden         | 44°                        |
| 127                     | Diego Sevilla           | 59°                     | 137                        | Valentin Darbellay         | 52°                        | 147                        | Dylan Vandenstorme         | 35°                        |
| Bingoal WB              | Bingoal WB              | Bingoal WB              | CIC U Nantes Atlantique    | CIC U Nantes Atlantique    | CIC U Nantes Atlantique    | Nice Métropole Côte d'Azur | Nice Métropole Côte d'Azur | Nice Métropole Côte d'Azur |
| N°                      | Ciclista                | Clas.                   | N°                         | Ciclista                   | Clas.                      | N°                         | Ciclista                   | Clas.                      |
| 151                     | Thibaut Bernard         | 120°                    | 161                        | Enzo Boulet                | 31°                        | 171                        | Melvin Crommelinck         | 82°                        |
| 152                     | Louis Blouwe            | 67°                     | 162                        | Corentin Devroute          | 101°                       | 172                        | Noah Knecht                | R                          |
| 153                     | Luca De Meester         | 46°                     | 163                        | Maël Guégan                | 15°                        | 173                        | Jean-Louis Le Ny           | 106°                       |
| 154                     | Davide Persico          | 16°                     | 164                        | Yaël Joalland              | 85°                        | 174                        | Axel Zuccarelli            | 63°                        |
| 155                     | Jens Reynders           | 21°                     | 165                        | Jon Rye-Johnsen            | 18°                        | 175                        | Damien Girard              | 72°                        |
| 156                     | Kenneth Van Rooy        | 11°                     | 166                        | Clément Braz Afonso        | 83°                        | 176                        | Andrea Mifsud              | 92°                        |
| 157                     | Loïc Vliegen            | 79°                     | 167                        | Artus Jaladeau             | R                          | 177                        | Jonathan Couanon           | 43°                        |
| St Michel-Mavic-Auber93 | St Michel-Mavic-Auber93 | St Michel-Mavic-Auber93 | Van Rysel-Roubaix          | Van Rysel-Roubaix          | Van Rysel-Roubaix          |                            |                            |                            |
| N°                      | Ciclista                | Clas.                   | N°                         | Ciclista                   | Clas.                      |                            |                            |                            |
| 181                     | Alexandre Delettre      | 56°                     | 191                        | Rait Ärm                   | 28°                        |                            |                            |                            |
| 182                     | Dillon Corkery          | 23°                     | 192                        | Célestin Guillon           | 88°                        |                            |                            |                            |
| 183                     | Joris Delbove           | 102°                    | 193                        | Maxime Jarnet              | 90°                        |                            |                            |                            |
| 184                     | Jérémy Lecroq           | 112°                    | 194                        | Maximilien Juillard        | 76°                        |                            |                            |                            |
| 186                     | Théo Delacroix          | 93°                     | 195                        | Jérémy Leveau              | 99°                        |                            |                            |                            |
| 187                     | Romain Cardis           | 48°                     | 196                        | Kenny Molly                | 77°                        |                            |                            |                            |
|                         |                         |                         | 197                        | Valentin Tabellion         | 64°                        |                            |                            |                            |